# Turbinhuset
Turbinhuset i Västerås är ett vattenkraftverk för produktion av elektricitet. Byggnaden, som uppfördes 1891, är belägen mellan Västerås dåvarande rådhus och Västerås slott. Byggandet av Turbinhuset var en av anledningarna till att ASEA, (föregångare till ABB), bildades i Västerås.

## Belysning
Grosshandlaren Ludvig Fredholm och civilingenjören Georg Wenström (även kallad Göran) tände, i september 1881, en offentlig belysning med 16 elektriska ljusbågslampor. De var placerade i Stockholm på Gustaf Adolfs torg, Norrbro och kajen nedanför slottet. Den 2 mars 1884 drogs det fram el för belysning i Västerås domkyrka. För att få se denna stora händelse var man tvungen att betala en entréavgift på 50 öre för ståndspersoner och 25 öre för arbetsfolk och barn. Upphovsmännen bakom belysningen var Ludvig Fredholm och bröderna Georg och Jonas Wenström. 
År 1883 hade bröderna Wenström och Fredholm bildat Elektriska Aktiebolaget i Stockholm med verkstad och tillverkning i Arboga. De behövde expandera verksamheten i slutet av 1880-talet och letade efter nya lokaler. I förhandlingar med Arboga, Örebro och Västerås visade det sig att Västerås gav största fördelar.

## Flytt av verksamhet till Västerås

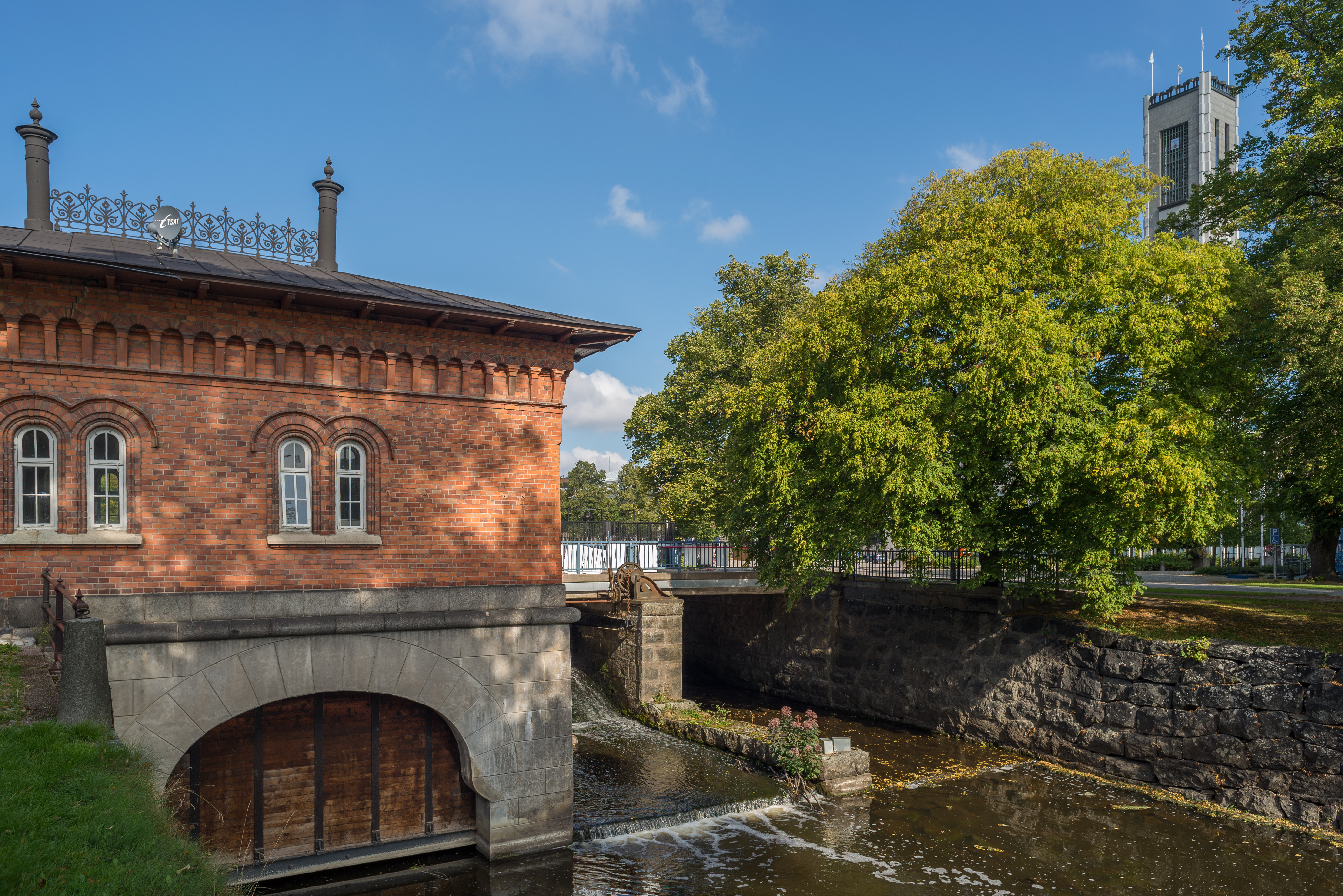
Vy från slottsparken med Västerås stadshus i bakgrunden.

Fullmäktigeledamoten Oskar Fredrik Wijkman i Västerås hade haft kontakt med företaget då elbelysningen till Domkyrkan installerades. Avgörande för lokalisering av företaget till Västerås blev tillgången på mark för anläggande av verkstad och kontor samt tillgången till elektrisk kraft. Elkraften kunde utvinnas genom att staden löste in en kvarn vid Svartån och istället anlade ett vattenkraftverk.
Det fanns sedan flera år en plan att köpa in den förfallna kvarnen för att kunna utnyttja fallet för andra ändamål. 
I december 1890 hölls konstituerande möte varvid ”Allmänna Svenska Elektriska Aktiebolaget” (senare Asea) bildades genom fusionering av Elektriska bolaget i Stockholm och ”Wenströms och Granströms Elektriska Kraftbolag”.
Änkan Karolina Wickholm ägde vid denna tid vattenrätten i Svartån i Västerås och ägde kvarnen vid Fiskartorget. Förhandlingarna mellan kommunen och änkan körde fast, då begärt pris var 70 000 kronor, åtminstone 20 000 mer än vad kommunen planerat. Detta hotade att försena den nya damm med turbinhus som Wijkman ville ha för att få Asea till Västerås. Oscar Fredrik Wijkman drev dock igen köpet genom att slå fast att "Giv änkan vad änkan vill ha". Genom detta lyckades Wijkman så småningom övertala ingenjören Jonas Wenström att flytta sin elektrotekniska verksamhet från Arboga till Västerås. 

## Asea och Turbinhuset
Georg Wenström rekommenderade Ingenjörsbyrån Qvist & Gjers i Arboga för att bygga dammanläggning med tillhörande turbinhus. Västerås stads dammbyggnadskommitté gav uppdraget till Qvist & Gjers. Staden skulle få en jämnhög vattenspegel uppströms Turbinhuset och en större vattenreservoar som säkerställde en mer konstant vattenkraft. Qvist & Gjers förslag till gestaltning av Turbinhuset ogillades dock av kommittén. Läget intill Västerås slott och rådhus var känsligt. Uppdraget att rita byggnaden gick istället till arkitekten Bror Viktor Adler, Stockholm. Utförandet blev dyrare än utredningsalternativen, men sågs som det mest fördelaktiga ur ett estetiskt och funktionellt perspektiv.
Turbinhuset är ett av få kraftverk som under 1800-talet ritades av en arkitekt. Det är en mycket prydlig liten paviljongartad byggnad med drag av medeltida försvarsanläggning. Huset har en fris i form av så kallade lombardiska band och de kopplade rundbågiga små fönstergluggarna ger en medeltida karaktär. Det tunna, flacka valmade taket däremåt är det nödvändiga komplement som ger byggnaden den elegans den behöver för att inte likna vilken annan kommunalteknisk anläggning som helst. Elegansen förstärks av den smäckra takryttaren. 

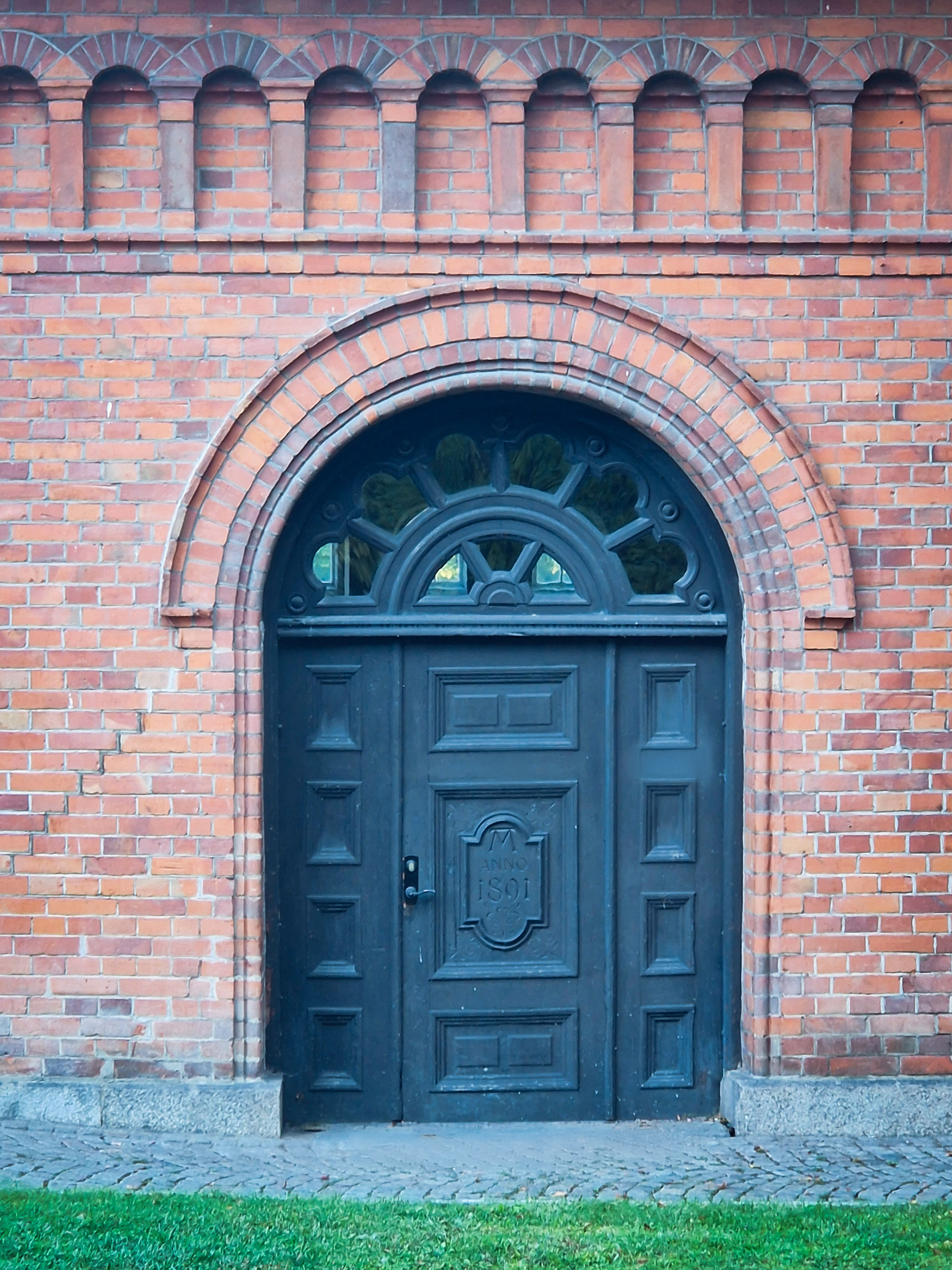
Dörren till Turbinhuset

Dörren är försedd med överljusfönster, vackert snidad med Västerås vapen.
Turbinhuset försågs med fyra turbiner som drev tre likströmsgeneratorer Asea typ Y på 30 kW vardera och en generator av typ Z på 13 kW.
Överflyttningen av personal från Arboga skedde i mitten av januari 1892.

## Driftåren
Turbinhuset arrenderades av Asea från 1892 mot en årlig avgift på 6 000 kronor, trots att företaget installerade all elektrisk utrustning på egen bekostnad. Asea var framgångsrikt med en fortsatt expansion Asea behövde trefas växelström och fick detta från Trångfors kraftstation från år 1900. År 1902 sade bolaget upp arrendeavtalet och 1904 återlämnades Turbinhuset till Västerås stad.
Trots den korta tid som Asea använde sig av Turbinhuset hade det stor betydelse för Västerås som stad. Omkring 1890 hade Arboga och Västerås ungefär lika stor befolkning, men efter Aseas flytt till Västerås blev skillnaden större och Västerås var år 2000 tio gånger större än Arboga. Då Asea lämnade Turbinhuset användes det senare som en kommunal kraftstation. Under åren 1892 till 1911 skedde kontinuerligt uppdatering och utbyten av generatorer i turbinhuset. Verket var i drift och levererade kraft fram till slutet av 1950-talet. Byggnaden stod därefter oanvänd och användes som lagerlokal till 1974.

## Museum

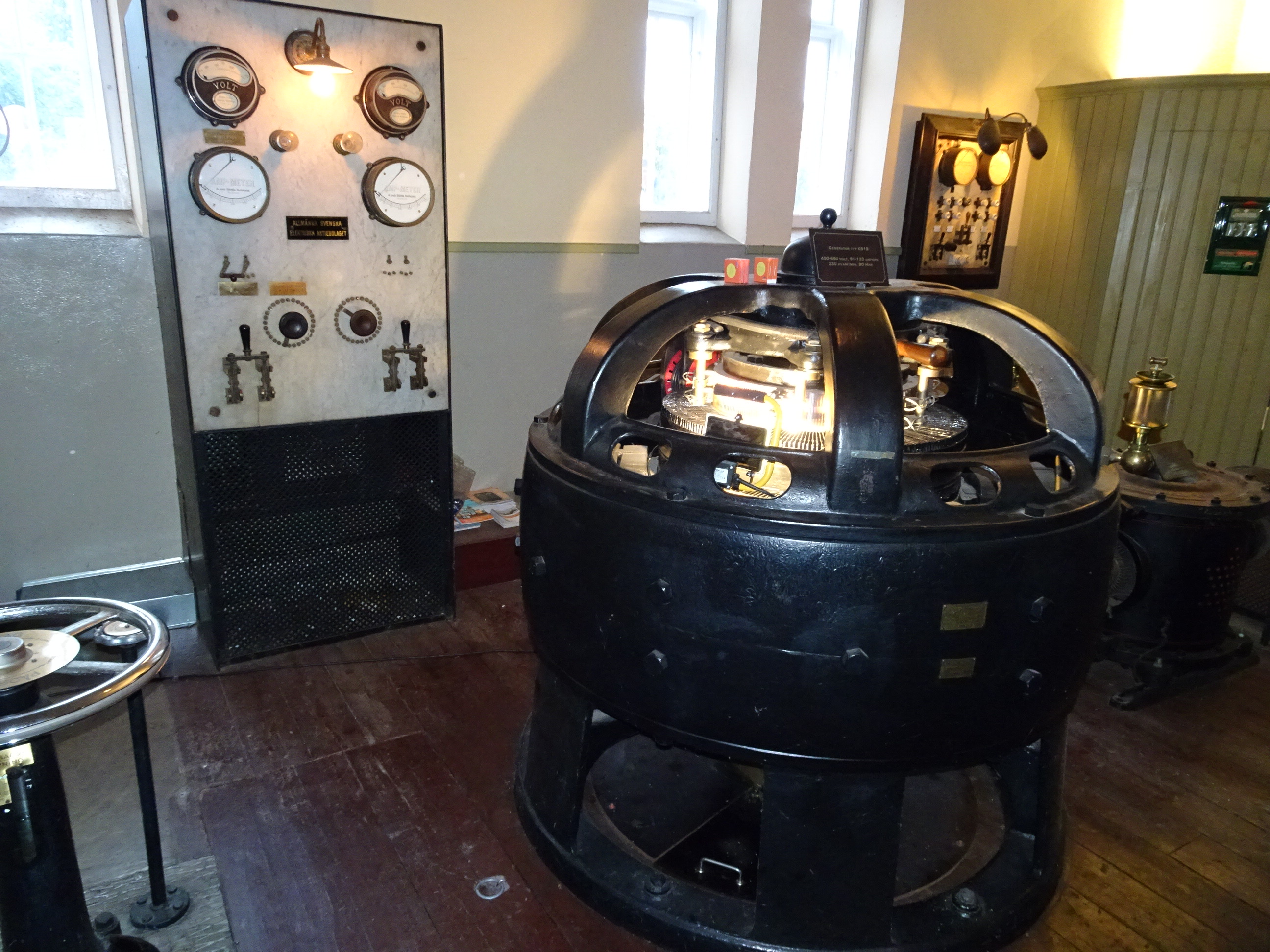
Asea likströmsgenerator från 1910.

Den stora roll som kraftstationen hade spelat för Västerås gjorde att en tanke väcktes till liv, i slutet av 1960-talet, om att göra Turbinhuset till ett museum. Målet i detta projekt var att återigen installera en turbin, för att göra huset helt oberoende av annan elektricitet. Då ekonomin såg ut som den gjorde så talades det om att låta en elmotor driva generatorn. Detta ansågs som fusk och väckte upprörda känslor bland många västeråsare vid den tiden. 

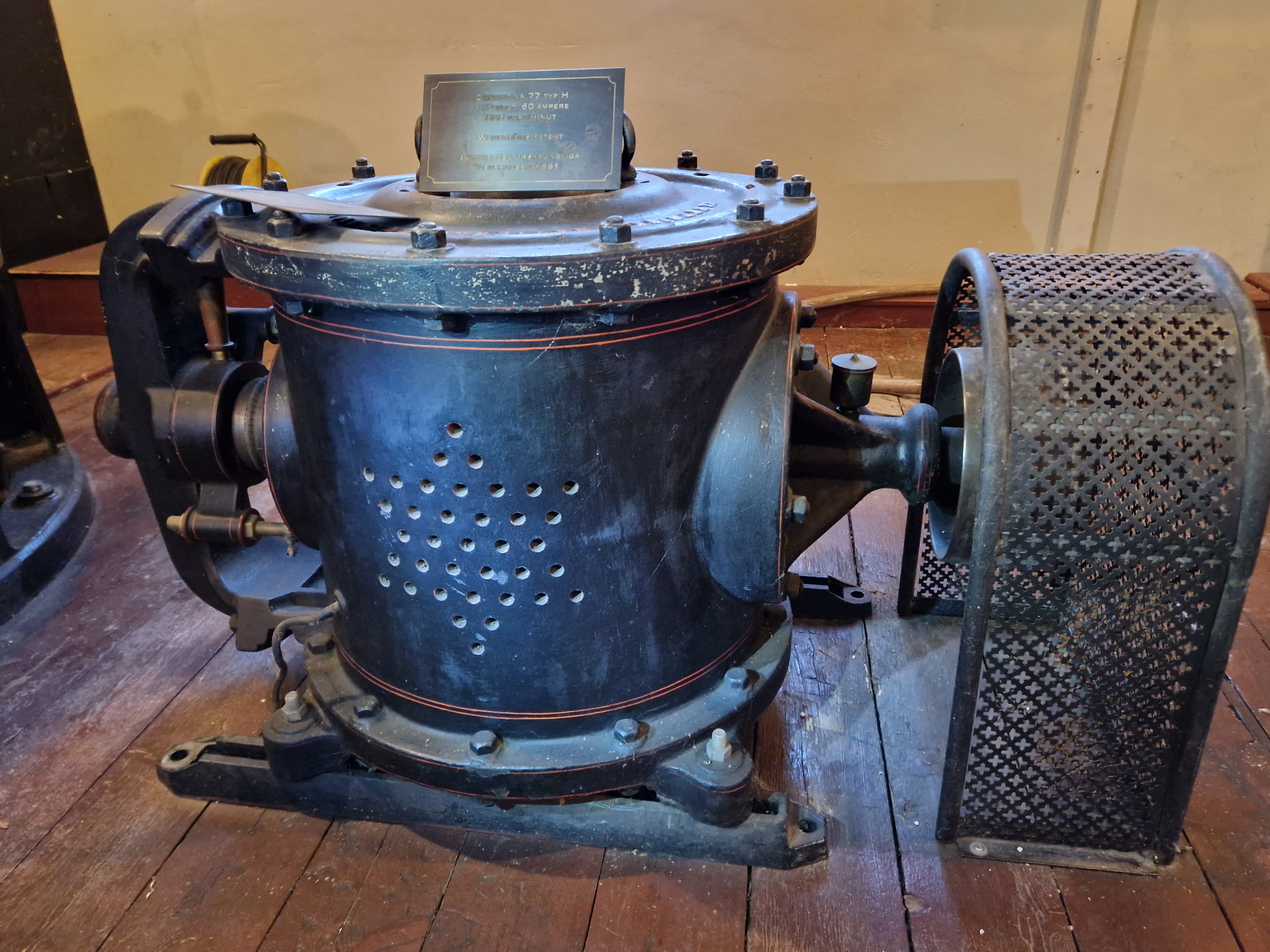
Asea likströmsgenerator typ ”Gryta” från 1892

År 1974 inköptes en äldre turbin från Lindesberg. Turbinen var av typ Francis, tvillingmontage. Den installerades i turbinhuset och kopplades till en Asea likströmsgenerator från 1910. Vid sidan av den installerades en mindre Aseas likströmsgenerator från 1892. Den var av Wenströms äldsta typ ”Gryta” med horisontal axel och remskiva, ansluten med drivrem till samma turbins transmissionsaxel. Manövertavlor samt belysning med ursprung från sekelskiftet installerades. Innertaket värmeisolerades med panel i pärlspont. Ett räcke som avskiljer de gamla generatorerna från besöksytan monterades i turbinrummet. Producerad elektricitet användes för belysning inom byggnaden.
Den restaurering och ombyggnad av byggnaden samt inredning till museum som skedde under vintern–våren 1974 kostade cirka 150 000 kr. Härvid efterliknades byggnadens funktioner från sekelskiftet så långt möjligt.

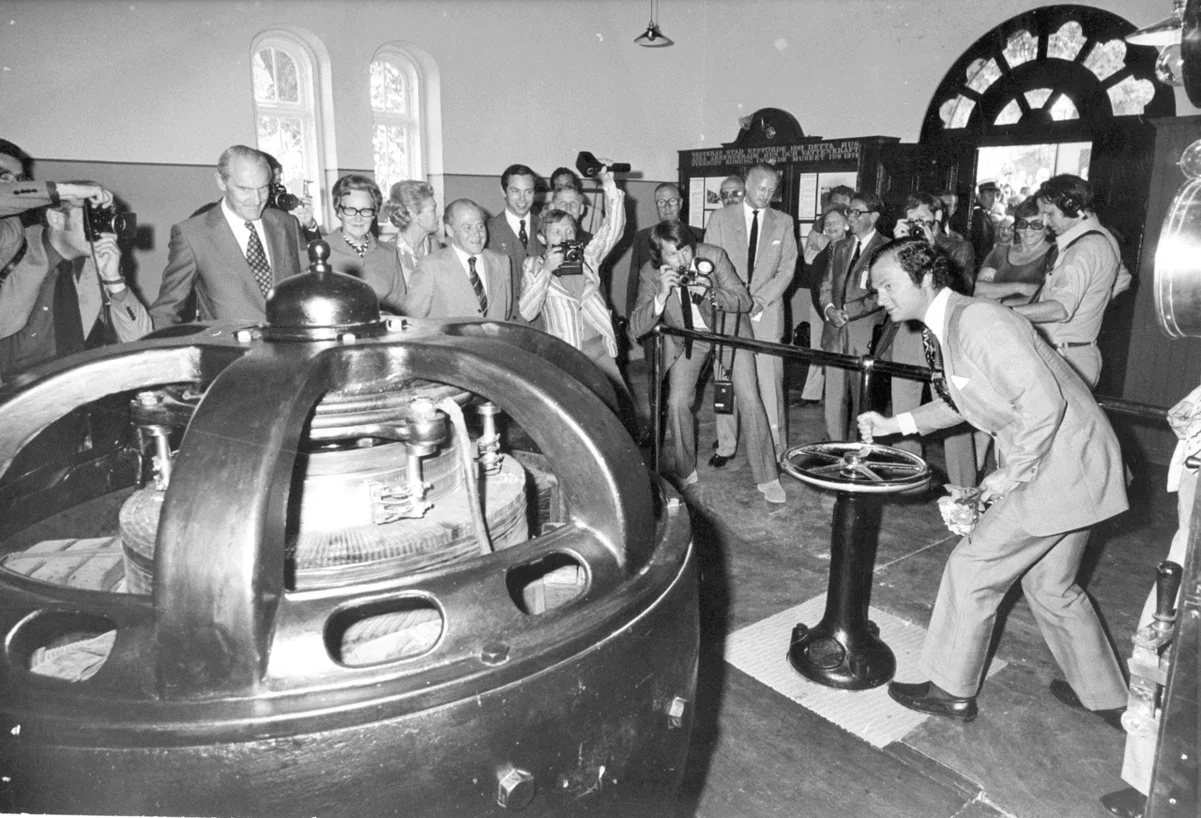
Kungen startar turbinen 1974 och inviger museet

Det nyrenoverade museala turbinhuset invigdes den 17 juni 1974 av Kung Carl XVI Gustaf, i samband med ett besök till Västerås under kungens Eriksgata. Han invigde turbinhuset genom att vrida på ratten som öppnade vattenintaget till turbinen. Generatorn började generera ström och lamporna i turbinhuset tändes. Hela besöket i Västerås följdes av ett stort uppbåd med fotografer. 

## Åter i drift
År 1991 utökades anläggningen utöver de två tidigare nämnda generatorerna. Då  installerades mycket diskret ett modernt minikraftverk i kraftstationen. Generatorn var av typ växelström, asynkron. Ett minikraftverk av okänt fabrikat var inkopplat i fyra år.  
Kraftverket renoverades 1996. Den gamla stora likströmsgeneratorn från 1892 renoverades. Den gamla, mindre likströmsgeneratorn med horisontell axel, typ ”Gryta” från 1910 kopplades loss från turbinen och körs inte längre. Två nya turbiner installerades. Turbinerna driver två ABB växelströmsgeneratorer om vardera 75 kW effekt.

## Byggnadsminne
Länsstyrelsen i Västmanlands län förklarade 2023 Turbinhuset och kraftverksdammen med utpekade maskinell utrustning för byggnadsminne.
Västerås har fått sitt 19:e byggnadsminne: Turbinhuset från 1891, som också är en av Sveriges första kraftstationer. Det var Turbinhusets elproduktion som gjorde att Asea valde att etablera sig i Västerås. ”Då som nu handlar det om att kunna erbjuda rätt energi på rätt plats och i rätt tid”, sade Carin Lidman, ordförande för Mälarenergi.

## Kommersiell drift
Ett nytt automatiskt rensgaller (grindrensare) är planerat. Det ska rensa bort fasta föremål från vattentillförseln till turbinerna. Fallhöjden är 3,6 meter. När anläggningen tas i drift med det planerade rensgallret kommer generatorerna att producera 0,4 GWh (gigawatttimmer) energi per år. Turbinhuset ägs och underhålls av Mälarenergi.

## Faunapassage
En faunapassage (fisktrappa) förbi dammen under turbinhuset stod klar år 2019 efter ungefär ett års byggtid. Ordet faunapassage kommer från att det inte enbart är fisk som passerar förbi dammen.  Faunapassagen är försedd med en automatisk kamerautrustning som registrerar vad som passerar förbi. Man kan få se passagerna både online och separat redovisade.
Under januari till och med november 2024 har följande passager registrerats (uppströms): 137 mört, 131 abborre, 46 braxen, 29 sutare med flera, totalt 368 passager uppströms och 233 nedströms.
Faunapassagen är av typ stenramp. Faunapassagen är byggd som en del i uppfyllandet av FN:s globala mål.

## Bilder

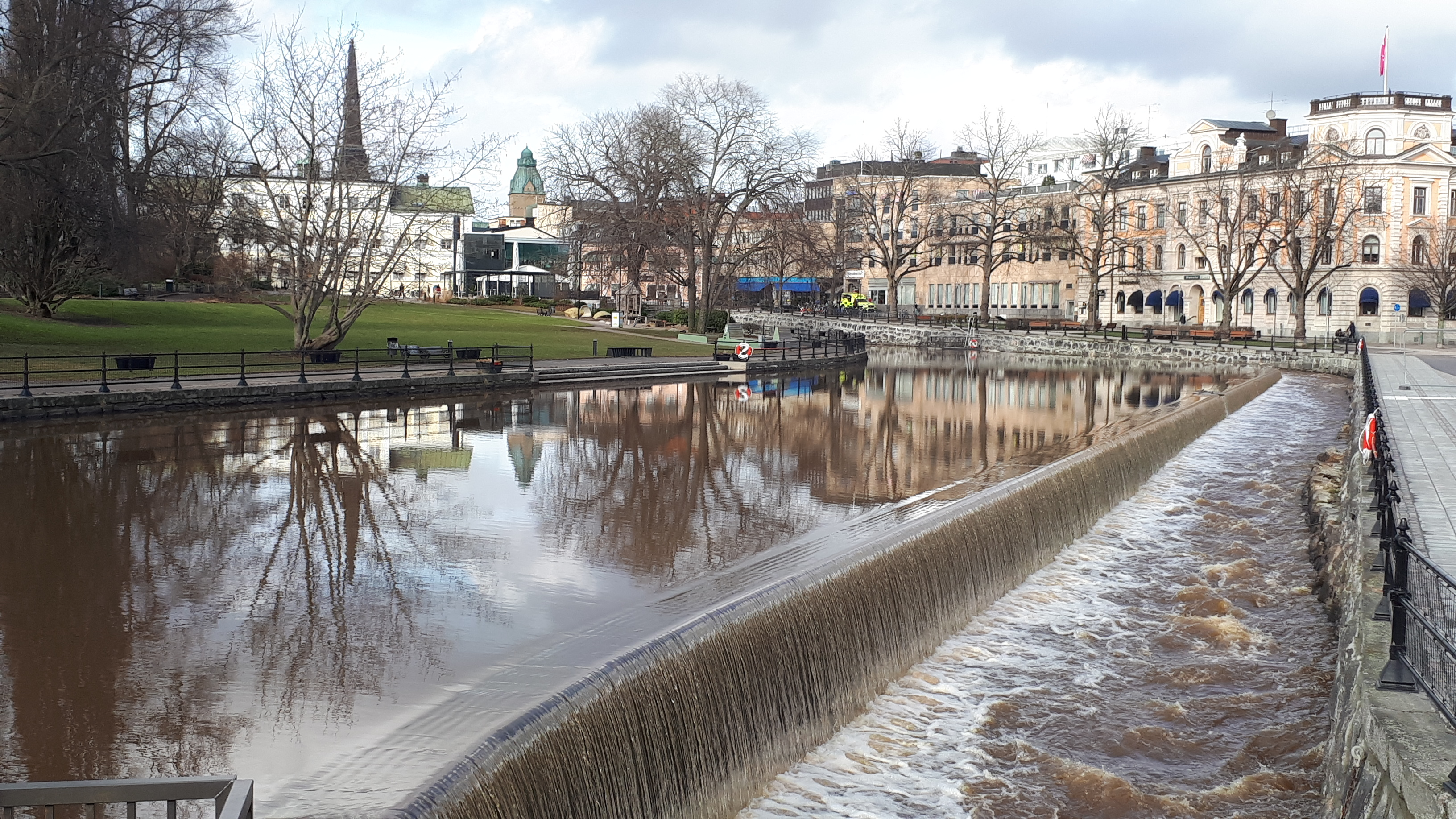
Faunapassagen uppströms Turbinhusets damm.
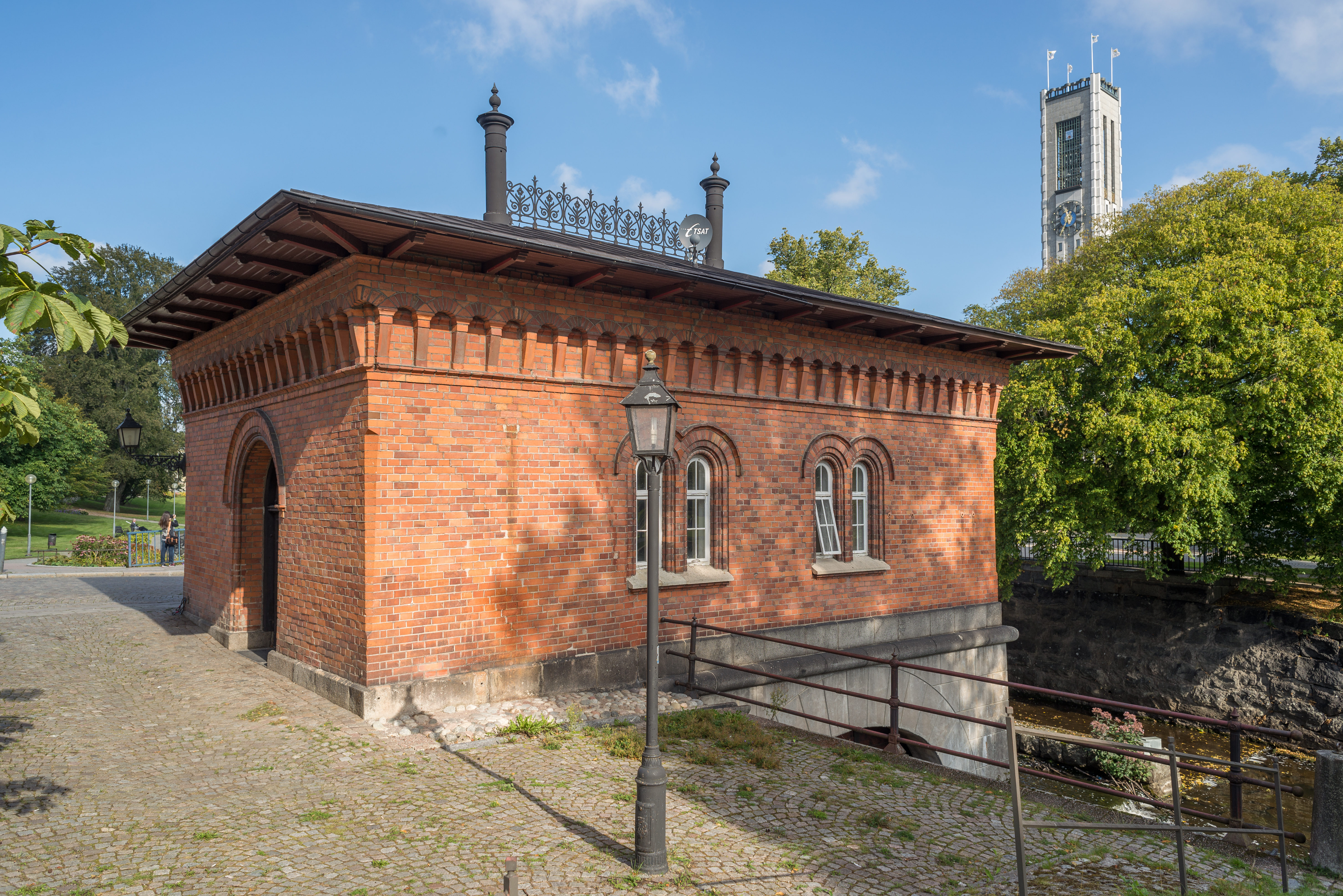
Vy från sydväst.
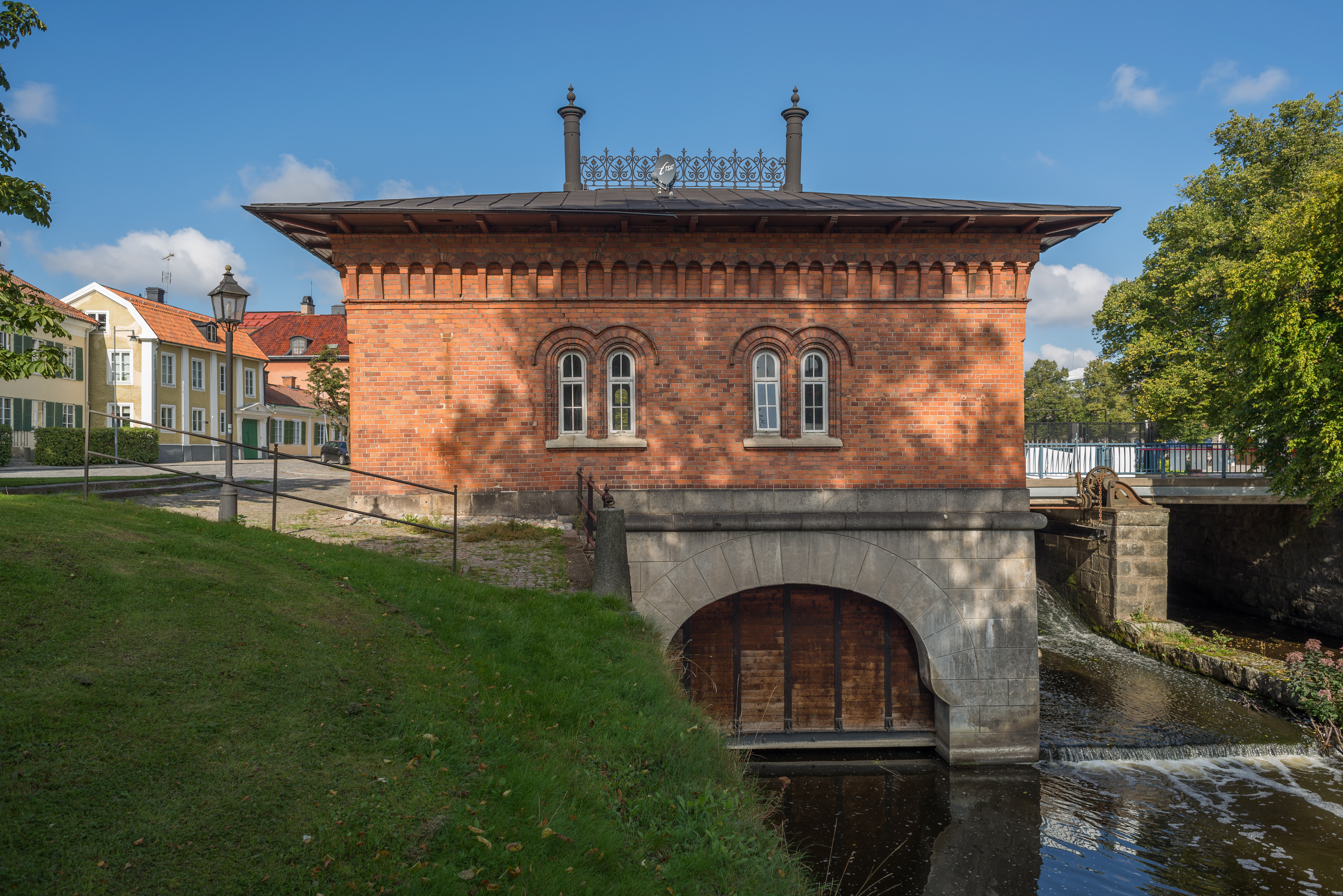
Vy från sydost.
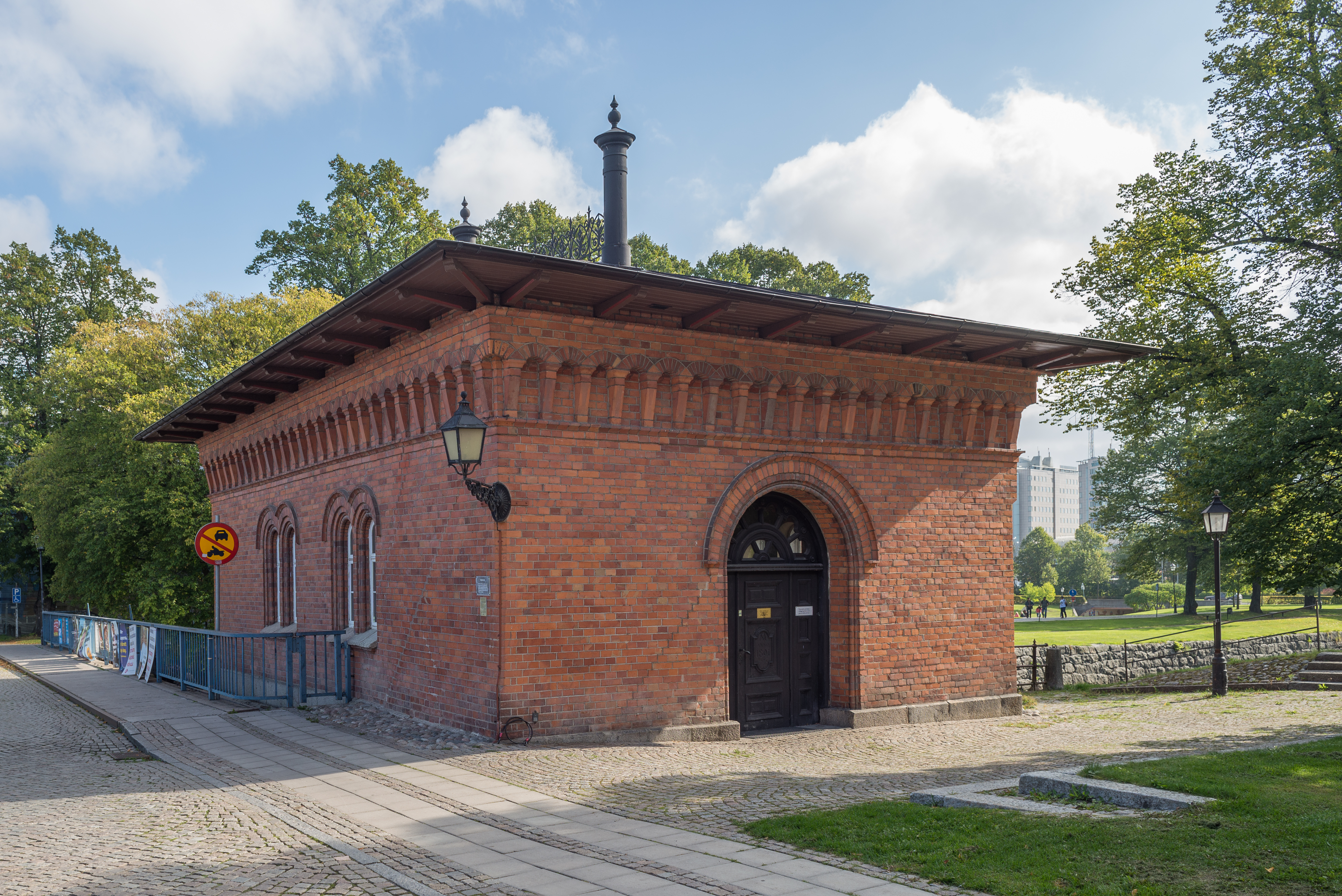
Vy från väster.
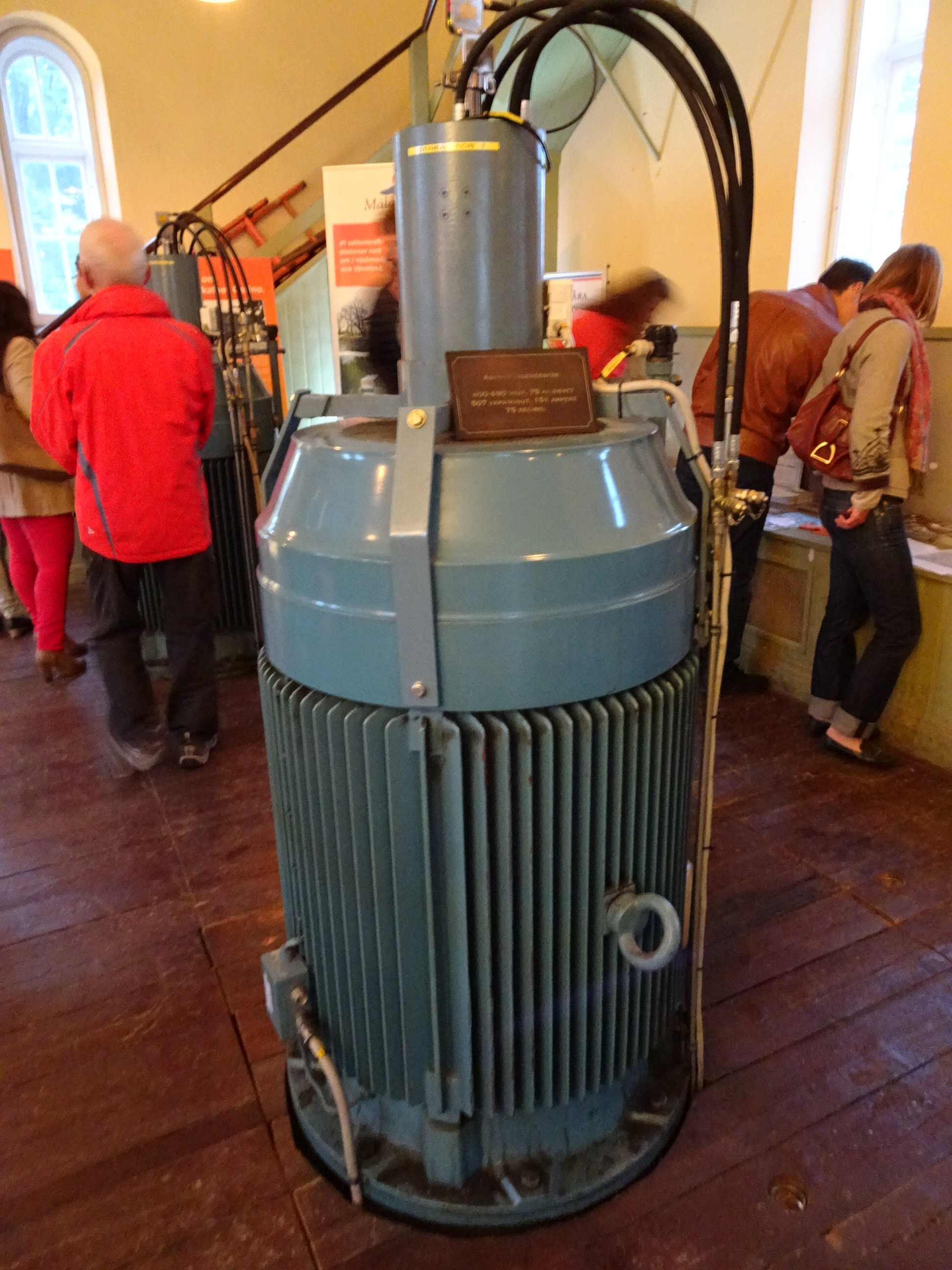
Generator i drift 2016.